# Psilus subapterus
Psilus subapterus är en stekelart som först beskrevs av Thomson 1858.  Psilus subapterus ingår i släktet Psilus, och familjen hyllhornsteklar. Arten är reproducerande i Sverige.